# Firmenich
Firmenich SA – szwajcarskie prywatne przedsiębiorstwo założone w 1895 roku, zajmujące się produkcją zapachów i aromatów. Jest największym prywatnym przedsiębiorstwem w tej dziedzinie. 
Firma zatrudnia 10,000 pracowników w 46 zakładach produkcyjnych i sześciu centrach badawczo-rozwojowych. 
W 2021 roku Firmenich znalazł się na drugim miejscu listy Global Top 50 Food Flavours and Fragrances Companies przez FoodTalks, za Givaudanem i przed International Flavors and Fragrances. 
Polski oddział przedsiębiorstwa znajduje się w Grodzisku Mazowieckim.